# Danny Ávila
Danny Ávila (Marbella, España, 1 de abril de 1995) es un DJ y productor español. En 2021, tras una carrera centrado principalmente en el electro house y otros estilos similares, pasa a focalizarse en el techno.

## Carrera musical
Su primera sesión fue en 2010 en la discoteca marbellí Dreamers, en sesión light (menores de edad). Dos años después se mudó a Madrid, donde debutó en Kapital ante más de mil personas.
Tiësto, el renombrado DJ neerlandés, reconoció el talento musical innato de Ávila desde el momento en que Danny abrió su sesión de Pacha Ibiza el verano de 2012. Tiësto le ofreció nueve actuaciones más junto a él antes de pedirle que se uniera a sus diferentes giras internacionales. Cooperó, junto con el neerlandés, en las actuaciones en el Reino Unido de su gira "Greater Than", con la superestrella Calvin Harris. Tiësto se convirtió en un mentor y amigo del joven español.
En 2013, tuvo lugar el Generation Wild Tour, junto a Deniz Koyu, dBerrie y Mikael Weermets. En marzo de ese año, Danny actuó en el escenario principal del Ultra Music Festival de Miami con tan solo 17 años. Además, fue contratado por MGM de las Vegas para tener la residencia más joven en la historia de su club Hakkasan Nightclub, el décimo mejor club del mundo según la revista DJMag, para el año 2013 junto con artistas como Steve Aoki, Laidback Luke, Deadmau5, Tommy Trash, Tiësto y Calvin Harris. Ese mismo año también actuó en el festival de Coachella, en California.
En 2013, Danny Ávila se había consagrado como un gran embajador de la música electrónica española. Su nombre figuraba constantemente en lo más alto de las listas de éxitos de Beatport con temas como Breaking Your Fall (Big Beat Records), Voltage (Spinnin’ Records), Tronco (Musical Freedom) y su última creación Rasta Funk (Spinnin’ Records), además de diferentes álbumes recopilatorios para uno de los más emblemáticos clubes de Londres, Ministry of Sound e Ibiza Calling @ Space. En octubre de 2013 debutó por primera vez en el escenario principal de uno de los eventos de música electrónica más importantes de Europa, el Amsterdam Dance Event.
En 2014, volvió a tener lugar el Generation Wild Tour y también volvió a participar en el Ultra Music Festival de Miami.
En 2017, firmó un acuerdo discográfico con Sony Music, convirtiéndose en el primer dj productor español de electrónica que firma con dicha compañía.

## Ranking DJmag
| DJ          | 2015 | 2017 | 2018 | 2019 | 2020 | 2021 | 2022 | 2023 | 2024 |
| ----------- | ---- | ---- | ---- | ---- | ---- | ---- | ---- | ---- | ---- |
| Danny Ávila | 60°  | 52°  | 38°  | 41°  | 38°  | 34°  | 36°  | 42°  | 72°  |

## Discografía

### Sencillos
- 2012: Breaking Your Fall [Big Beat Records]
  - Breaking Your Fall (Mikael Weermets Remix) [Big Beat Records]
  - Breaking Your Fall (Lucky Date Remix) [Big Beat Records]
  - Breaking Your Fall (Sick Individuals Remix) [Big Beat Records]
- 2013: Voltage
- 2013: Tronco [Musical Freedom]
- 2013: Rasta Funk [Spinnin' Records]
- 2013: Poseidon [Musical Freedom]
- 2014: Rock The Place (con twoloud) [Musical Freedom]
- 2014: BOOM (con Merzo) [Dim Mak Records]
- 2015: Plastik [PlayBox Music]
- 2015: Close Your Eyes (Official Parookaville Festival Anthem)
- 2015: C.H.E.C.K. [PlayBox Music]
- 2015: Cream (con Tujamo) [Spinnin' Records]
- 2016: High [Ultra Records]
- 2017: LOCO (con Nervo ft. Reverie) [Spinnin' Records]
- 2018: BRAH [Spinnin' Records]
- 2018: Too Good to Be True (con The Vamps ft. Machine Gun Kelly) [Sony Music / B1 Recordings]
  - Too Good to Be True (Brohug Remix) [Sony Music / B1 Recordings]
- 2018: Dreams [Paper Rocket Music]
- 2018: End of the Night [Sony Music]
- 2019: Fat Beat (con Will Sparks) [Spinnin' Records]
- 2019: Thinking About You [NUMB3R5]
- 2019: Keep It Goin (con Deorro) [Ultra Records]
- 2019: Save You (No Advice) (con Famous Dex & X-Nilo) [Sony Music]
- 2019: Good Times [Musical Freedom]
- 2019: Save You (Danny Avila Electronic Mix) (con Famous Dex & X-Nilo) [Sony Music]
- 2019: Bass Down Low [NUMB3R5]
- 2019: Hard To Love [Sony Music]
- 2019: Chase the Sun [Spinnin' Records]
- 2019: Fast Forward [Smash the House]
- 2019: HUMAN [Sony Music]
- 2019: Beautiful Girls Kontor Records
- 2020: Run Wild [AFTR:HRS]
- 2020: Remedy (con  Salena Mastroianni) [Hexagon HQ]
- 2020: My Love [Hexagon HQ]
- 2020: The Unknown [Hexagon HQ]
- 2020: Pushin [Musical Freedom]

### Remixes
- 2011: Germán Brigante – "Tiki Taka" (DJ Mind & Danny Ávila Remix)
- 2012: M.A.N.D.Y. & Booka Shade – "Body Language" (Danny Ávila Bootleg)
- 2013: Krewella – "Live for the Night" (Deniz Koyu & Danny Ávila Remix)
- 2015: Skyler Grey ft. Eminem – "C'mon Let Me Ride" (Mikael Weermets & Danny Ávila's Trapstep Remix)
- 2016: MNEK, Zara Larsson - "Never Forget You" (Danny Ávila Remix)
- 2017: Tiësto feat. Bright Sparks - On My Way (Danny Ávila Remix)
- 2017: Gavin James - "I Don´t Know Why" (Danny Ávila Remix)
- 2018: Too Good to Be True (con The Vamps ft. Machine Gun Kelly) - (Danny Ávila's Ibiza Remix)